# ヴェルナー・トルカノフスキー
ヴェルナー・トルカノフスキー（Werner Torkanowsky, 1926年3月30日 - 1992年10月20日）は、ドイツ出身の指揮者。

## 概要
ベルリンの生まれ。６歳の時にパレスチナに移住し、ピアノ教師だった母に音楽の手ほどきを受けた。1948年にニューヨークに移り、ラファエル・ブロンスタインにヴァイオリンを学ぶ。1954年から1959年までピエール・モントゥーの下で指揮法を学び、1959年にニューヨーク・シティ・オペラでジャン＝カルロ・メノッティのオペラ《霊媒》を指揮してデビューを飾った。1961年にはナウムバーグ賞を受賞し、同年スポレート音楽祭に参加してサミュエル・バーバーの《ヴァネッサ》を指揮。1963年から1977年までニューオリンズ・フィルハーモニック交響楽団の音楽監督を務め、1981年からバンゴー交響楽団の首席指揮者を務めた。
メイン州バー・ハーバーにて没。